# Transformada binomial
Em matemática, no campo da combinatória, a transformada binomial é uma seqüência de transformações, ou seja, uma transformação de uma seqüência, que obtém-se calculando suas diferenças anteriores. Está relacionada com a transformada de Euler, que é o resultado de aplicar a transformada binomial à seqüência associada com a  função geratriz ordinária. Às vezes, um caso especial de transformada de Euler é utilizado para acelerar a soma de séries alternadas. Outro caso especial aplica-se à série hipergeométrica.

## Definição
A transformada binomial, T, de uma seqüência, {\displaystyle \{a_{n}\}}, é a seqüência  {\displaystyle \{s_{n}\}} definida como 
{\displaystyle s_{n}=\sum _{k=0}^{n}(-1)^{k}{n \choose k}a_{k}}
Formalmente, a transformação escreve-se como {\displaystyle (Ta)_{n}=s_{n}} , onde T é um operador de dimensão infinita com uma matriz de elementos {\displaystyle T_{nk}}:
{\displaystyle s_{n}=(Ta)_{n}=\sum _{k=0}^{\infty }T_{nk}a_{k}}
A transformada é uma  involução, ou seja,
{\displaystyle TT=1\,}
ou, em notação indexada,
{\displaystyle \sum _{k=0}^{\infty }T_{nk}T_{km}=\delta _{nm}}
sendo  δ a função delta de Kronecker. Pode-se recuperar a série original com
{\displaystyle a_{n}=\sum _{k=0}^{n}(-1)^{k}{n \choose k}s_{k}}
A transformada binomial de uma seqüência é a  n-ésima diferença anterior da seqüência, igual a 
{\displaystyle s_{0}=a_{0}}
{\displaystyle s_{1}=-(\triangle a)_{0}=-a_{1}+a_{0}}
{\displaystyle s_{2}=(\triangle ^{2}a)_{0}=-(-a_{2}+a_{1})+(-a_{1}+a_{0})=a_{2}-2a_{1}+a_{0}}
. . .
{\displaystyle s_{n}=(-1)^{n}(\triangle ^{n}a)_{0}}
onde Δ é o  operador de diferença anterior.
Alguns autores definem a transformada binomial com um sinal adicional, de maneira que não seja  inversa consigo mesma:
{\displaystyle t_{n}=\sum _{k=0}^{n}(-1)^{n-k}{n \choose k}a_{k}}
cuja inversa é 
{\displaystyle a_{n}=\sum _{k=0}^{n}{n \choose k}t_{k}}

## Transformada de Euler
A relação entre as funções de geração ordinárias é às vezes chamada a transformada de Euler. Existem dois tipos. Em uma de suas formas, é utilizada para acelerar a convergência de uma série alternada. É dizer que uma tem a seguinte identidada
{\displaystyle \sum _{n=0}^{\infty }(-1)^{n}a_{n}=\sum _{n=0}^{\infty }(-1)^{n}{\frac {\Delta ^{n}a_{0}}{2^{n+1}}}}
que obtém-se substituindo x=1/2 na expressão anterior. No geral os termos do lado direito da igualdade, reduzem-se de forma muito mais rápida, permitindo desta maneira uma soma numérica rápida.
Também é freqüente a aplicação da transformada de Euler à série hipergeométrica {\displaystyle \,_{2}F_{1}}.  Neste caso, a transformada de Euler toma a siguinte forma:  
{\displaystyle \,_{2}F_{1}(a,b;c;z)=(1-z)^{-b}\,_{2}F_{1}\left(c-a,b;c;{\frac {z}{z-1}}\right)}
A transformada binomial, e sua variação à transformada de Euler, destacam-se por sua conexão com a representação de um número mediante fração contínua. Seja {\displaystyle 0<x<1} tal que sua representação em fração contínua é 
{\displaystyle x=[0;a_{1},a_{2},a_{3},\cdots ]}
então
{\displaystyle {\frac {x}{1-x}}=[0;a_{1}-1,a_{2},a_{3},\cdots ]}
e
{\displaystyle {\frac {x}{1+x}}=[0;a_{1}+1,a_{2},a_{3},\cdots ]}